# Maurice Finet
Maurice Finet, né le 13 juin 1901 à Paris et mort le 26 septembre 1954 dans cette même ville, est un homme politique français.

## Biographie
Agent de maîtrise dans l'industrie du bois, membre du MRP, il est élu député de Seine-et-Oise dans les deux assemblée constituantes, puis lors des élections de novembre 1946.
Comme député, il s'intéresse particulièrement aux questions éducatives, et fait notamment la promotion de l'apprentissage et de l'enseignement technique. 
Il est aussi rapporteur du projet de loi relatif au transfert au Panthéon des cendres de Félix Éboué. Sur l'ensemble des questions politiques, il suit les positions majoritaires de son parti.
En 1951, il se représente aux élections de façon symbolique, occupant la dernière place de la liste du MRP. Il meurt prématurément en 1954.